# Centro Novo do Maranhão

Centro Novo do Maranhão este un oraș în Maranhão (MA), Brazilia.